# Ignimbrit

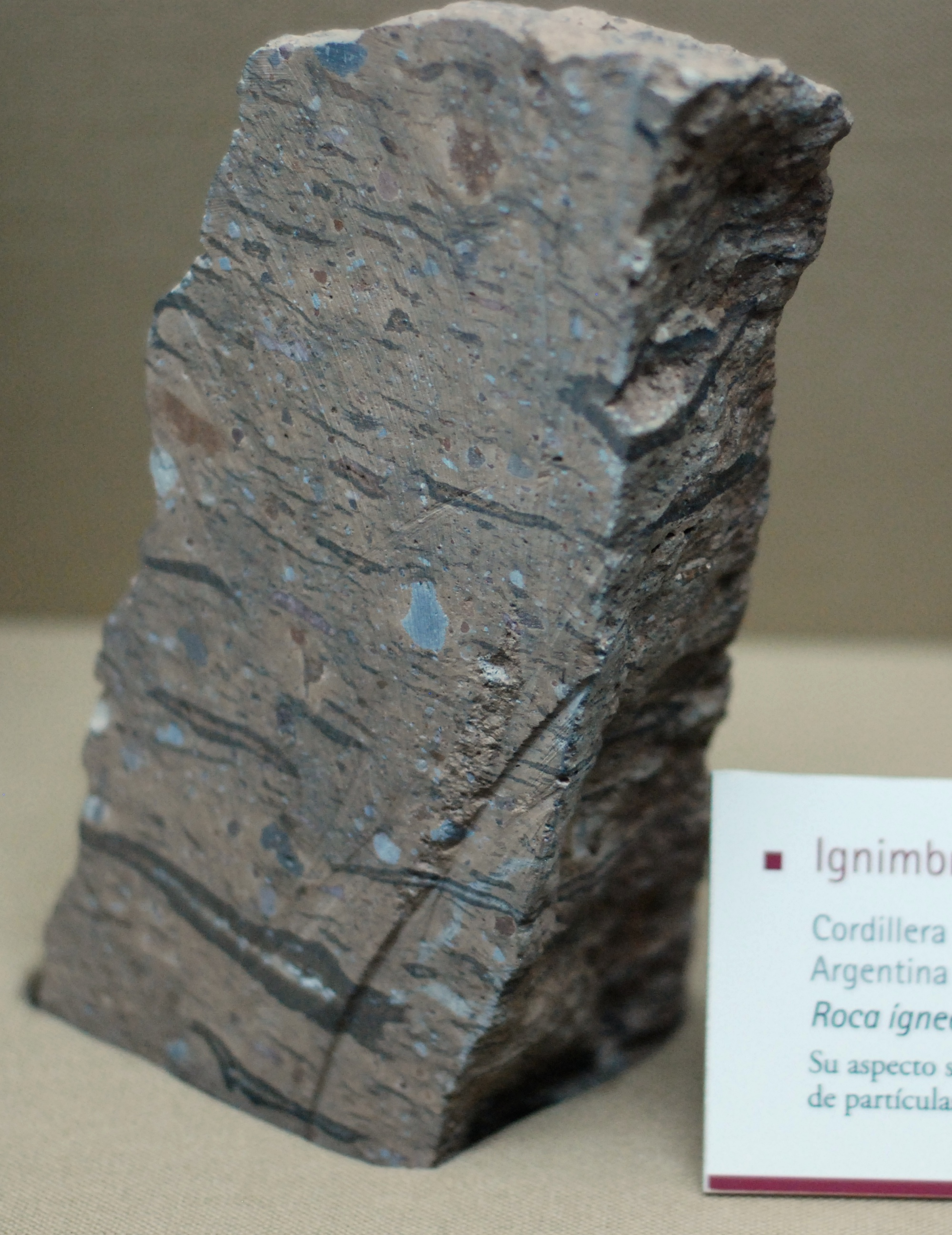
Ignimbrit a La Platai múzeumban

Az ignimbrit vulkáni piroklasztikus kőzet, gyakran dácitos vagy riolitos összetétellel. A szó a latin igni („tűz”) és imbri („eső”) szavak összetétele. 
Az ignimbrit a vulkáni habkőben gazdag, szilád részecskékből és gázokból álló piroklaszt ár üledéke. Az ignimbrit vulkáni hamu (megszilárdultan tufa), lapilli habkő és általában litikus törmelék durva keveréke. A hamu üveg- és kristálytörmelékből áll. Az ignimbrit lehet laza vagy lapilli-tufának nevezett megszilárdult kőzet. 
A forrás közelében az ignimbrit litikus kövek vastag felhalmozódásait tartalmazza, távolabb lekerekített habkövek rétegeit. 
Színe lehet fehér, szürke, rózsaszín, bézs, barna vagy fekete, az összetételétől és sűrűségétől függően.

## Fordítás
- Ez a szócikk részben vagy egészben az Ignimbrite című angol Wikipédia-szócikk fordításán alapul.  Az eredeti cikk szerkesztőit annak laptörténete sorolja fel. Ez a jelzés csupán a megfogalmazás eredetét és a szerzői jogokat jelzi, nem szolgál a cikkben szereplő információk forrásmegjelöléseként.